# Australian Secret Intelligence Service
Den australiska underrättelsetjänsten Australian Secret Intelligence Service (ASIS) ansvarar för insamling av underrättelser från utlandet, kontraspionage och samarbete med andra underrättelsetjänster utomlands. ASIS motsvarar Storbritanniens Secret Intelligence Service (MI6) och USA:s Central Intelligence Agency (CIA).